# Sporobolus maximus
Sporobolus maximus är en gräsart som beskrevs av Lucien Leon Hauman. Sporobolus maximus ingår i släktet droppgräs, och familjen gräs. Inga underarter finns listade i Catalogue of Life.